# Кріновіт
Кріновіт — смарагдово-зелений триклінний метеоритний мінерал, що містить хром, магній, кисень, кремній і натрій, з групи енігматиту. Він був виявлений у графітових конкреціях у трьох залізних метеоритах, а саме: у метеоритах «Canyon Diablo», «Wichita County» та «Youndegin». Названий на честь Євгена Леонідовича Крінова, російського дослідника метеоритів.
Відноситься до підкласу іносилікатів.